# حسن تعبیر
حسن تعبیر،  به‌گویی، پوشش زبانی و یا عفت زبان  کاربرد واژه‌ای خوشایند به‌جای واژه‌ای است که  دارای معنای ضمنی ناخوشایند است . واژه‌ای با معنای خوشایند که به‌جای واژه‌ای با معنای ناخوشایند به کار برود را به‌واژه می‌گویند. استفاده از اصطلاحاتی نظیر «سرویس بهداشتی» به‌جای «توالت» یا «شکر خوردم» به‌جای «گه خوردم»؛ یا «روشن‌دل» به‌جای «کور» نمونه‌هایی از این فرایند زبانی هستند.
به‌گویی نوعی فرایند زبانی است که در آن عبارات و واژه‌های ناخوشایند، توهین‌آمیز، یا دشواژه جای خود را به جملات و کلماتی می‌دهند که بار معنایی منفی کم‌تری دارند. برخی حسنِ تعبیرها به منظور سرگرمی و برخی دیگر برای مثبت جلوه دادن یک رویداد منفی استفاده می‌گردد.
به‌گویی ابزار گفتمانی قدرتمندی است که برای تقویت و افزایش نزاکت اجتماعی و حفظ خودانگارهٔ اجتماعی طرفین گفت‌وگو به‌کار می‌رود و سازگاری روابط بینِ‌فردی را آسان می‌کند.
بیشتر واژه‌های پوشش زبانی در زبان فارسی در حوزهٔ مسائل مربوط به مرگ، مسائل جنسی، مواد زاید بدن، تبلیغات، ناتوانایی‌های جسمی، اعضای بدن، بیماری‌های روانی، مواد مخدر، ناسزاها و تجارت به‌کار می‌روند.
ابزارهای زبانی به‌کاررفته در ساخت به‌گویی‌ها در زبان فارسی عبارت‌اند از تکرار شوندگی، حذف، وام‌گیری واژگانی، استلزام معنایی، استعاره، مجاز، تضاد معنایی، کم‌گفت، مبالغه، اطناب، رَدّ خُلف، واژه‌های مبهم، گسترش معنایی و عبارات اشاره‌ای.

## نمونه‌ها
- مضاعف‌سازی: فلان‌فلان‌شده‌ها. برای پرهیز از کاربرد دشنام.
- حذف: فلانی آدم … است. یا استفاده از صدای بیب، در رسانه‌ها. در این موردها، واژه ناخوشایند کاملاً حذف می‌شود.
- وام‌واژه: سه روز است دیسانتری دارد، به جای سه روز است اسهال دارد.
- استلزام معنایی: در همین اتاق نفس آخر را کشید. به‌جای مُرد.
- تضاد معنایی: بر انصافت صلوات به جای بر انصافت لعنت. چوب دو سر طلا به‌جای چوب دو سر نجس.
- اطناب: باد گلو به‌جای آروغ
- رد خلف: نابینا یا روشن دل به جای کور و ناشنوا به جای کر.
- گسترش معنایی: آلوده به‌جای معتاد. دکتر گفت جانور دارد. به جای کرم روده دارد.